# Cosmoclor
El cosmoclor és un mineral del subgrup dels clinopiroxens. El nom prové de l'alemany komisch per la seva presència en meteorits, i del grec clor pel seu color verd. Es va descriure l'any 1897 d'una mostra provinent del meteorit de Toluca localitzat a Juiquipilco, Mèxic.

## Característiques
És un clinopiroxè de crom i sodi amb fórmula química NaCrSi₂O₆.

## Formació i jaciments
Es pot trobar com a constituent principal d'algunes jadeitites i com a mineral accessori d'alguns meteorits de ferro. Es pot trobar associat amb diferents minerals: cliftonita (un tipus de grafit); diòpsid cròmic; troilita; daubreelita; krinovita; rodderita; albita d'alta temperatura; richterita; cromita i jadeïta.